# Ң
Ң ң (itálico: Ң ң) é uma letra cirílica derivada da letra Н por adicionar um linhazinha no canto inferior direito, é usado em várias línguas turcomanas e normalmente representa um som igual ao nh do português.